# Wilko Risser
Wilko Rudi Risser (* 11. August 1982 in Windhoek) ist ein ehemaliger deutsch-namibischer Fußballspieler. Er besitzt wie sein Bruder Oliver sowohl die deutsche als auch die namibische Staatsangehörigkeit.
Risser ist seit Ende seiner Fußballlaufbahn als Model in Deutschland und Südafrika tätig.

## Karriere

### Verein
Wilko Risser begann seine Karriere bei Ramblers, einem Verein aus Namibia, für den er bis 2003 spielte. Zur Saison 2003/04 wechselte er nach Deutschland zur SpVgg EGC Wirges, die in der Oberliga Südwest spielte. Da er sich dort aber nicht durchsetzen konnte, wechselte er zur Saison 2004/05 zum FV Engers 07, der ebenfalls in der Oberliga Südwest spielte. Nachdem er dort aber auch nicht Stammspieler wurde, verließ er den FV im Jahr 2006 und wechselte zur SG Eintracht Lahnstein, die in der Verbandsliga Rheinland spielte. In der Saison 2006/07 erzielte er 20 Tore und wechselte anschließend zum FC Schalke 04 II in die Oberliga Westfalen. Diesen verließ er nach der Saison 2007/08 wieder. Am 5. August 2008 unterschrieb er beim Regionalligisten Eintracht Trier einen Vertrag. Zur Saison 2010/11 erhielt er keinen neuen Vertrag in Trier und wechselte zur SV Elversberg, bei der sein Vertrag nicht über die Saison hinaus verlängert wurde. Nach einigen Monaten ohne Verein unterschrieb er Anfang Dezember 2011 einen Vertrag beim maltesischen Erstligisten FC Floriana. Ab Februar 2012 spielte Risser für Aldershot Town in der vierten englischen Liga. Im Sommer 2012 wurde sein Vertrag jedoch nicht verlängert und er war vereinslos. Ab Dezember 2012 spielte er für den südafrikanischen Erstligisten und Aufsteiger Chippa United FC. Dort unterschrieb er einen Vertrag bis Ende Juni 2013. Offenbar stand Risser seit Februar 2013 nicht mehr im Kader von Chippa und beendete nach der Saison seine aktive Karriere als Spieler.

### Nationalmannschaft
Risser bestritt am 2. Juni 2007 gegen Libyen sein erstes Länderspiel mit der namibischen Nationalmannschaft und schoss dabei zwei Tore. Er nahm außerdem an der Fußball-Afrikameisterschaft 2008 in Ghana teil. Seine Karriere in der Nationalmannschaft beendete er 2011.

## Erfolge
- Rheinlandpokalsieger: 2009, 2010